# 新庄市サイクルスポーツセンター
新庄市サイクルスポーツセンター（しんじょうし さいくるすぽーつせんたー）は、山形県新庄市に所在する自転車競技場である。一般的に新庄サイクルスポーツセンターという略称がよく使用されている。
1975年に開場。一周400m。1992年のべにばな国体のトラックレース会場にもなった。
かつて山形県を登録地としていた競輪選手、齋藤登志信が当地を練習地としていたこともある。
サイクルスポーツセンターという名称の通り、当地は自転車競技場のみならず、周辺にサイクリングロードも整備されている。
2011年の東日本大震災により走路が損傷し、2013年8月から施設の使用が休止された。
復旧に向けた調査が進められたが、地質調査の結果、崩落部分が軟弱地盤で再崩壊の危険があり、少なくとも10億円以上の工事費が見込まれたことから復旧を断念。2019年3月末での施設廃止が決定された。施設としては廃止されたが建物は現存しており、定期的見回りや除草といった跡地管理が行われている。